# Przykopka
Przykopka (niem. Przykopken, w okresie 1926–1945 Birkenwalde) – wieś w Polsce położona w województwie warmińsko-mazurskim, w powiecie ełckim, w gminie Ełk.
We wsi był przystanek kolejowy Przykopka.
W latach 1975–1998 miejscowość administracyjnie należała do województwa suwalskiego.
Obecną nazwę wsi zatwierdzono administracyjnie 12 listopada 1946.